# Йозеф-Вільгельм Реттемаєр
Йозеф-Вільгельм Реттемаєр (нім. Josef-Wilhelm Rettemeier; 17 вересня 1914 — 19 грудня 1997) — німецький офіцер, майор вермахту (1 квітня 1944), оберст бундесверу. Кавалер Лицарського хреста Залізного хреста з дубовим листям.

## Біографія
1 квітня 1936 року вступив у 6-й автомобільний батальйон. З 1936 року — командир взводу 22-го протитанкового дивізіону, потім командир роти 30-го протитанкового дивізіону та ад'ютант 46-го дивізіону. У складі 50-го дивізіону брав участь у Французькій кампанії. З 1941 року — командир роти 111-го протитанкового дивізіону, з яким взяв участь у Німецько-радянській війні. З початку 1942 року — командир 2-ї роти 5-го танкового полку в Північній Африці. На початку 1943 був тяжко поранений та евакуйований в Німеччину. Після одужання у вересні 1943 року призначений командиром 5-го танкового батальйону. Відзначився у боях під Вітебськом та Рогачовом. З осені 1944 року — командир 1-го батальйону 130-го навчального танкового полку, з яким брав участь у боях у Нормандії. Був тяжко поранений у боях в Лотарингії. Після одужання служив комендантом табору танкового училища в Ерлангені. 4 квітня 1956 року вступив на службу в бундесвер. 30 вересня 1972 року вийшов у відставку.

## Нагороди
- Медаль «За вислугу років у Вермахті» 4-го класу (4 роки)
- Залізний хрест 2-го і 1-го класу
- Нагрудний знак «За танкову атаку» 2-го ступеня
- Лицарський хрест Залізного хреста з дубовим листям
  - лицарський хрест (5 грудня 1943)
  - дубове листя (№ 425; 13 березня 1944)
- Нарукавна стрічка «Африка»
- Нагрудний знак «За поранення» в золоті
- Орден «За заслуги перед Федеративною Республікою Німеччина», офіцерський хрест